# African Cup Winners' Cup
African Cup Winners' Cup là một giải bóng đá bắt đầu từ năm 1975 và hợp nhất với Cúp CAF năm 2004 để thành lập CAF Confederation Cup. Đây là giải đấu giữa các câu lạc bộ vô địch cúp quốc gia ở các nước thành viên của CAF và được dựa trên mẫu của Cúp các câu lạc bộ đoạt cúp bóng đá quốc gia châu Âu.

## Chung kết
| Năm           | Đội nhà                                                                                | Tỉ số             | Đội khách              | Địa điểm                                       | Khán giả |
| ------------- | -------------------------------------------------------------------------------------- | ----------------- | ---------------------- | ---------------------------------------------- | -------- |
| 1975 Chi tiết | Stella Club d'Adjamé                                                                   | 0 – 1             | Tonnerre Yaoundé       |                                                |          |
| 1975 Chi tiết | Tonnerre Yaoundé                                                                       | 4 – 1             | Stella Club d'Adjamé   | Sân vận động Thể thao, Yaoundé                 |          |
| 1975 Chi tiết | Tonnerre Yaoundé thắng 5 – 1 sau hai lượt trận                                         |                   |                        |                                                |          |
| 1976 Chi tiết | Shooting Stars FC                                                                      | 4 – 1             | Tonnerre Yaoundé       |                                                |          |
| 1976 Chi tiết | Tonnerre Yaoundé                                                                       | 1 – 0             | Shooting Stars FC      | Sân vận động Thể thao, Yaoundé                 |          |
| 1976 Chi tiết | Shooting Stars FC thắng 4 – 2 sau hai lượt trận                                        |                   |                        |                                                |          |
| 1977 Chi tiết | Enugu Rangers                                                                          | 4 – 1             | Canon Yaoundé          |                                                |          |
| 1977 Chi tiết | Canon Yaoundé                                                                          | 1 – 1             | Enugu Rangers          | Sân vận động Thể thao, Yaoundé                 |          |
| 1977 Chi tiết | Enugu Rangers thắng 5 – 2 sau hai lượt trận                                            |                   |                        |                                                |          |
| 1978 Chi tiết | MA Hussein Dey                                                                         | 1 – 3             | Horoya AC              | Stade 5 Juillet, Algiers                       |          |
| 1978 Chi tiết | Horoya AC                                                                              | 2 – 1             | MA Hussein Dey         | Stade du 28 Septembre, Conakry                 |          |
| 1978 Chi tiết | Horoya AC thắng 5 – 2 sau hai lượt trận                                                |                   |                        |                                                |          |
| 1979 Chi tiết | Gor Mahia FC                                                                           | 0 – 2             | Canon Yaoundé          | Sân vận động Jogoo Road, Nairobi               |          |
| 1979 Chi tiết | Canon Yaoundé                                                                          | 6 – 0             | Gor Mahia FC           | Sân vận động Thể thao, Yaoundé                 |          |
| 1979 Chi tiết | Canon Yaoundé thắng 8 – 0 sau hai lượt trận                                            |                   |                        |                                                |          |
| 1980 Chi tiết | Africa Sports National                                                                 | 1 – 3             | TP Mazembe             | Stade Félix Houphouët-Boigny, Abidjan          |          |
| 1980 Chi tiết | TP Mazembe                                                                             | 1 – 0             | Africa Sports National | Stade de la Kenya, Lubumbashi                  |          |
| 1980 Chi tiết | TP Mazembe thắng 4 – 1 sau hai lượt trận                                               |                   |                        |                                                |          |
| 1981 Chi tiết | Union Douala                                                                           | 0 – 0             | Stationery Stores FC   | Sân vận động Thể thao, Yaoundé                 |          |
| 1981 Chi tiết | Stationery Stores FC                                                                   | 1 – 2             | Union Douala           | Sân vận động Surulere, Lagos                   |          |
| 1981 Chi tiết | Union Douala thắng 2 – 1 sau hai lượt trận                                             |                   |                        |                                                |          |
| 1982 Chi tiết | Power Dynamos FC                                                                       | 0 – 2             | El Mokawloon SC        | Sân vận động Arthur Davies, Kitwe              |          |
| 1982 Chi tiết | El Mokawloon SC                                                                        | 2 – 0             | Power Dynamos FC       | Sân vận động Quốc tế Cairo, Cairo              |          |
| 1982 Chi tiết | El Mokawloon SC thắng 4 – 0 sau hai lượt trận                                          |                   |                        |                                                |          |
| 1983 Chi tiết | OC Agaza                                                                               | 0 – 1             | El Mokawloon SC        | Stade Agoè-Nyivé, Lomé                         |          |
| 1983 Chi tiết | El Mokawloon SC                                                                        | 0 – 0             | OC Agaza               | Sân vận động Quốc tế Cairo, Cairo              |          |
| 1983 Chi tiết | El Mokawloon SC thắng 1 – 0 sau hai lượt trận                                          |                   |                        |                                                |          |
| 1984 Chi tiết | Al Ahly                                                                                | 1 – 0             | Canon Yaoundé          | Sân vận động Quốc tế Cairo, Cairo              | 100.000  |
| 1984 Chi tiết | Canon Yaoundé                                                                          | 1 – 0 (2 - 4 Pen) | El Ahly                | Sân vận động Thể thao, Yaoundé                 |          |
| 1984 Chi tiết | El Ahly thắng 4 – 2 trong loạt sút luân lưu (1 – 1 sau hai lượt trận)                  |                   |                        |                                                |          |
| 1985 Chi tiết | El Ahly                                                                                | 2 – 0             | Leventis United        | Sân vận động Quốc tế Cairo, Cairo              |          |
| 1985 Chi tiết | Leventis United                                                                        | 1 – 0             | El Ahly                | Sân vận động Liberty, Ibadan                   |          |
| 1985 Chi tiết | El Ahly thắng 2 – 1 sau hai lượt trận                                                  |                   |                        |                                                |          |
| 1986 Chi tiết | El Ahly                                                                                | 3 – 0             | AS Sogara              | Sân vận động Quốc tế Cairo, Cairo              |          |
| 1986 Chi tiết | AS Sogara                                                                              | 2 – 0             | Al Ahly                | Stade Pierre Claver Divounguy, Port-Gentil     |          |
| 1986 Chi tiết | El Ahly thắng 3 – 2 sau hai lượt trận                                                  |                   |                        |                                                |          |
| 1987 Chi tiết | ES Tunis                                                                               | 2 – 2             | Gor Mahia FC           | Stade El Menzah, Tunis                         |          |
| 1987 Chi tiết | Gor Mahia FC                                                                           | 1 – 1             | ES Tunis               | Moi International Sports Center, Nairobi       |          |
| 1987 Chi tiết | Gor Mahia FC kết thúc 3 – 3 sau hai lượt trận nhưng thắng nhờ luật bàn thắng sân khách |                   |                        |                                                |          |
| 1988 Chi tiết | Ranchers Bees FC                                                                       | 0 – 0             | CA Bizerte             | Sân vận động Ranchers Bees, Kaduna             |          |
| 1988 Chi tiết | CA Bizerte                                                                             | 1 – 0             | Ranchers Bees FC       | Stade 15 Octobre, Bizerte                      |          |
| 1988 Chi tiết | CA Bizerte thắng 1 – 0 sau hai lượt trận                                               |                   |                        |                                                |          |
| 1989 Chi tiết | Al-Merrikh SC                                                                          | 1 – 0             | Esan F.C.              | Sân vận động Al-Merrikh, Omdurman              |          |
| 1989 Chi tiết | Esan F.C.                                                                              | 0 – 0             | Al-Merrikh SC          | Sân vận động Samuel Ogbemudia, Uromi           |          |
| 1989 Chi tiết | Al-Merrikh SC thắng 1 – 0 sau hai lượt trận                                            |                   |                        |                                                |          |
| 1990 Chi tiết | BCC Lions                                                                              | 3 – 0             | Club Africain          | Sân vận động Surulere, Lagos                   |          |
| 1990 Chi tiết | Club Africain                                                                          | 1 – 1             | BCC Lions              | Stade El Menzah, Tunis                         |          |
| 1990 Chi tiết | BCC Lions thắng 4 – 1 sau hai lượt trận                                                |                   |                        |                                                |          |
| 1991 Chi tiết | BCC Lions                                                                              | 3 – 2             | Power Dynamos FC       | Sân vận động Surulere, Lagos                   | 30.000   |
| 1991 Chi tiết | Power Dynamos FC                                                                       | 3 – 1             | BCC Lions              | Sân vận động Independence, Lusaka              |          |
| 1991 Chi tiết | Power Dynamos FC thắng 5 – 4 sau hai lượt trận                                         |                   |                        |                                                |          |
| 1992 Chi tiết | Vital'O FC                                                                             | 1 – 1             | Africa Sports National | Sân vận động Prince Louis Rwagasore, Bujumbura |          |
| 1992 Chi tiết | Africa Sports National                                                                 | 4 – 0             | Vital'O FC             | Stade Félix Houphouët-Boigny, Abidjan          |          |
| 1992 Chi tiết | Africa Sports National thắng 5 – 1 sau hai lượt trận                                   |                   |                        |                                                |          |
| 1993 Chi tiết | Africa Sports National                                                                 | 1 – 1             | El Ahly                | Stade Félix Houphouët-Boigny, Abidjan          |          |
| 1993 Chi tiết | El Ahly                                                                                | 1 – 0             | Africa Sports National | Sân vận động Quốc tế Cairo, Cairo              |          |
| 1993 Chi tiết | Al Ahly thắng 2 – 1 sau hai lượt trận                                                  |                   |                        |                                                |          |
| 1994 Chi tiết | DC Motema Pembe                                                                        | 2 – 2             | Kenya Breweries FC     | Stade des Martyrs, Kinshasa                    |          |
| 1994 Chi tiết | Kenya Breweries FC                                                                     | 0 – 3             | DC Motema Pembe        | Moi International Sports Centre, Nairobi       |          |
| 1994 Chi tiết | DC Motema Pembe thắng 5 – 2 sau hai lượt trận                                          |                   |                        |                                                |          |
| 1995 Chi tiết | Julius Berger FC                                                                       | 1 – 1             | JS Kabylie             | Sân vận động Surulere, Lagos                   |          |
| 1995 Chi tiết | JS Kabylie                                                                             | 2 – 1             | Julius Berger FC       | Stade 5 Juillet, Algiers                       | 45.000   |
| 1995 Chi tiết | JS Kabylie thắng 3 – 2 sau hai lượt trận                                               |                   |                        |                                                |          |
| 1996 Chi tiết | AC Sodigraf                                                                            | 0 – 0             | El Mokawloon SC        | Stade des Martyrs, Kinshasa                    | 10.000   |
| 1996 Chi tiết | El Mokawloon SC                                                                        | 4 – 0             | AC Sodigraf            | Sân vận động Quốc tế Cairo, Cairo              | 40.000   |
| 1996 Chi tiết | El Mokawloon SC thắng 4 – 0 sau hai lượt trận                                          |                   |                        |                                                |          |
| 1997 Chi tiết | ÉS Sahel                                                                               | 2 – 0             | FAR Rabat              | Stade Olympique de Sousse, Sousse              |          |
| 1997 Chi tiết | FAR Rabat                                                                              | 1 – 0             | ÉS Sahel               | Stade Moulay Abdellah, Rabat                   | 45.000   |
| 1997 Chi tiết | ÉS Sahel thắng 2 – 1 sau hai lượt trận                                                 |                   |                        |                                                |          |
| 1998 Chi tiết | ES Tunis                                                                               | 3 – 1             | Primeiro de Agosto     | Stade El Menzah, Tunis                         | 35.000   |
| 1998 Chi tiết | Primeiro de Agosto                                                                     | 1 – 1             | ES Tunis               | Estádio da Cidadela, Luanda                    |          |
| 1998 Chi tiết | ES Tunis thắng 4 – 1 sau hai lượt trận                                                 |                   |                        |                                                |          |
| 1999 Chi tiết | Africa Sports National                                                                 | 1 – 0             | Club Africain          | Stade Félix Houphouët-Boigny, Abidjan          |          |
| 1999 Chi tiết | Club Africain                                                                          | 1 – 1             | Africa Sports National | Stade El Menzah, Tunis                         |          |
| 1999 Chi tiết | Africa Sports National thắng 2 – 1 sau hai lượt trận                                   |                   |                        |                                                |          |
| 2000 Chi tiết | Zamalek SC                                                                             | 4 – 1             | Canon Yaoundé          | Sân vận động Quốc tế Cairo, Cairo              | 50.000   |
| 2000 Chi tiết | Canon Yaoundé                                                                          | 2 – 0             | Zamalek SC             | Sân vận động Ahmadou Ahidjo, Yaoundé           | 60.000   |
| 2000 Chi tiết | Zamalek SC thắng 4 – 3 sau hai lượt trận                                               |                   |                        |                                                |          |
| 2001 Chi tiết | Interclube                                                                             | 1 – 1             | Kaizer Chiefs          | Estádio dos Coqueiros, Luanda                  |          |
| 2001 Chi tiết | Kaizer Chiefs                                                                          | 1 – 0             | Interclube             | Sân vận động Ellis Park, Johannesburg          |          |
| 2001 Chi tiết | Kaizer Chiefs thắng 2 – 1 sau hai lượt trận                                            |                   |                        |                                                |          |
| 2002 Chi tiết | Wydad AC Casablanca                                                                    | 1 – 0             | Asante Kotoko          | Stade Mohamed V, Casablanca                    | 80.000   |
| 2002 Chi tiết | Asante Kotoko                                                                          | 2 – 1             | Wydad AC Casablanca    | Sân vận động Baba Yara, Kumasi                 |          |
| 2002 Chi tiết | Wydad AC Casablanca finish 2 – 2 sau hai lượt trận but thắng by the away goal          |                   |                        |                                                |          |
| 2003 Chi tiết | Julius Berger FC                                                                       | 2 – 0             | ÉS Sahel               | Sân vận động MKO Abiola, Abeokuta              |          |
| 2003 Chi tiết | ÉS Sahel                                                                               | 3 – 0             | Julius Berger FC       | Stade Olympique de Sousse, Sousse              |          |
| 2003 Chi tiết | ÉS Sahel thắng 3 – 2 sau hai lượt trận                                                 |                   |                        |                                                |          |

## Thống kê

### Thành tích theo câu lạc bộ
| Câu lạc bộ              | Số lần vô địch | Số lần á quân | Năm vô địch            | Năm á quân       |
| ----------------------- | -------------- | ------------- | ---------------------- | ---------------- |
| Al Ahly                 | 4              | 0             | 1984, 1985, 1986, 1993 | —                |
| El Mokawloon SC         | 3              | 0             | 1982, 1983, 1996       | —                |
| Africa Sports National  | 2              | 2             | 1992, 1999             | 1980, 1993       |
| ÉS Sahel                | 2              | 0             | 1997, 2003             | —                |
| Canon Yaoundé           | 1              | 3             | 1979                   | 1977, 1984, 2000 |
| Tonnerre Yaoundé        | 1              | 1             | 1975                   | 1976             |
| Gor Mahia FC            | 1              | 1             | 1987                   | 1979             |
| BCC Lions               | 1              | 1             | 1990                   | 1991             |
| Power Dynamos FC        | 1              | 1             | 1991                   | 1982             |
| ES Tunis                | 1              | 1             | 1998                   | 1987             |
| Shooting Stars FC       | 1              | 0             | 1976                   | —                |
| Enugu Rangers           | 1              | 0             | 1977                   | —                |
| Horoya AC               | 1              | 0             | 1978                   | —                |
| TP Mazembe              | 1              | 0             | 1980                   | —                |
| Union Douala            | 1              | 0             | 1981                   | —                |
| CA Bizerte              | 1              | 0             | 1988                   | —                |
| Al-Merrikh SC           | 1              | 0             | 1989                   | —                |
| DC Motema Pembe         | 1              | 0             | 1994                   | —                |
| JS Kabylie              | 1              | 0             | 1995                   | —                |
| Zamalek SC              | 1              | 0             | 2000                   | —                |
| Kaizer Chiefs FC        | 1              | 0             | 2001                   | —                |
| Wydad AC Casablanca     | 1              | 0             | 2002                   | —                |
| Club Africain           | 0              | 2             | —                      | 1990, 1999       |
| Julius Berger FC        | 0              | 2             | —                      | 1995, 2003       |
| Stella Club d'Adjamé    | 0              | 1             | —                      | 1975             |
| NA Hussein Dey          | 0              | 1             | —                      | 1978             |
| Stationery Stores F.C.  | 0              | 1             | —                      | 1981             |
| OC Agaza                | 0              | 1             | —                      | 1983             |
| Leventis United         | 0              | 1             | —                      | 1985             |
| AS Sogara               | 0              | 1             | —                      | 1986             |
| Ranchers Bees FC        | 0              | 1             | —                      | 1988             |
| Esan F.C.               | 0              | 1             | —                      | 1989             |
| Vital'O FC              | 0              | 1             | —                      | 1992             |
| Kenya Breweries FC      | 0              | 1             | —                      | 1994             |
| AC Sodigraf             | 0              | 1             | —                      | 1996             |
| FAR Rabat               | 0              | 1             | —                      | 1997             |
| C.D. Primeiro de Agosto | 0              | 1             | —                      | 1998             |
| G.D. Interclube         | 0              | 1             | —                      | 2001             |
| Asante Kotoko SC        | 0              | 1             | —                      | 2002             |

### Thành tích theo quốc gia
| Quốc gia               | Số lần vô địch | Số lần á quân | Đội vô địch                                               | Đội á quân |
| ---------------------- | -------------- | ------------- | --------------------------------------------------------- | --- |
| Ai Cập                 | 8              | 0             | Al Ahly (4), El Mokawloon SC (3), Zamalek SC (1)          | - |
| Tunisia                | 4              | 3             | ÉS Sahel (2), CA Bizerte (1), ES Tunis (1)                | Club Africain (2), ES Tunis (1)                                                                                          |
| Nigeria                | 3              | 7             | Shooting Stars FC (1), Enugu Rangers (1), BCC Lions (1)   | Julius Berger FC (2), Stationery Stores F.C.(1), Leventis United (1), Ranchers Bees FC (1), Esan F.C. (1), BCC Lions (1) |
| Cameroon               | 3              | 4             | Tonnerre Yaoundé (1), Canon Yaoundé (1), Union Douala (1) | Canon Yaoundé (3), Tonnerre Yaoundé (1)                                                                                  |
| Bờ Biển Ngà            | 2              | 3             | Africa Sports National (2)                                | Africa Sports National (2), Stella Club d'Adjamé (1)                                                                     |
| Cộng hòa Dân chủ Congo | 2              | 1             | TP Mazembe (1), DC Motema Pembe(1)                        | AC Sodigraf (1) |
| Kenya                  | 1              | 2             | Gor Mahia FC (1)                                          | Gor Mahia FC (1), Kenya Breweries FC (1)                                                                                 |
| Zambia                 | 1              | 1             | Power Dynamos FC (1)                                      | Power Dynamos FC (1) |
| Algérie                | 1              | 1             | JS Kabylie (1)                                            | NA Hussein Dey (1) |
| Maroc                  | 1              | 1             | Wydad AC Casablanca (1)                                   | FAR Rabat (1) |
| Guinée                 | 1              | 0             | Horoya AC (1)                                             | - |
| Sudan                  | 1              | 0             | Al-Merrikh SC (1)                                         | - |
| Nam Phi                | 1              | 0             | Kaizer Chiefs FC (1)                                      | - |
| Angola                 | 0              | 2             | -                                                         | C.D. Primeiro de Agosto (1), G.D. Interclube (1)                                                                         |
| Togo                   | 0              | 1             | -                                                         | OC Agaza (1) |
| Gabon                  | 0              | 1             | -                                                         | AS Sogara (1) |
| Burundi                | 0              | 1             | -                                                         | Vital'O FC (1) |
| Ghana                  | 0              | 1             | -                                                         | Asante Kotoko SC (1) |